# Élections législatives saint-luciennes de 2016
Les Élections législatives saint-luciennes de 2016 ont lieu le 6 juin 2016 afin de renouveler les membres de l'assemblée de Sainte-Lucie. Elles sont remportées par le Parti uni des travailleurs, auparavant dans l'opposition. Allen Chastanet remplace Kenny Anthony au poste de premier ministre.

## Contexte
En 2011, le Parti travailliste remporte 11 sièges sur 17, les six sièges restants allant à l'autre parti majeur, le Parti uni des travailleurs. Ces deux partis sont les seuls à présenter autant de candidats que de sièges à ces élections.

## Système électoral
L'assemblée de Sainte-Lucie est composée de 17 sièges pourvus au scrutin uninominal majoritaire à un tour dans autant de circonscriptions électorales. Le Président de l'Assemblée est élu par l'assemblée et peut venir de l'extérieur de la Chambre, ce qui porte parfois le nombre de membres à 18.

## Campagne
Il y a un total de 40 candidats (dont seulement sept femmes) se présentant dans les 17 circonscriptions (il y avait 52 candidats en 2011 et 38 en 2006). Le Parti travailliste et le Parti uni des travailleurs sont les seuls à présenter autant de candidats que de sièges à ces élections. Le Mouvement du peuple lucien en présente pour sa part deux tandis que quatre candidats font campagne en tant qu'indépendants. Kenny Anthony, l'actuel Premier ministre et chef du Parti travailliste, espère être réélu pour un quatrième mandat.
Le parti d'opposition Parti uni des travailleurs annonce vouloir réaliser un grand chelem en réussissant à gagner l'ensemble des sièges. Le Parti travailliste a présenté un programme de campagne contenant 15 promesses aux électeurs.

## Résultats
Les résultats ont été rapidement connus, dans la soirée de la journée de l'élection (les bureaux de vote fermaient à 18h). Le Parti uni des travailleurs remporte la majorité absolue des sièges, avec 11 sièges, tandis que le Parti travailliste ne conserve que six sièges. Allen Chastanet (Parti uni des travailleurs) devrait être nommé premier ministre. L'alternance de 2011 n'aura ainsi durée qu'un mandat,. 

### Résultats nationaux
|                        |                                          |         |       |      |        |               |  |  |  |
| Parti                  | Parti                                    | Votes   | %     | +/–  | Sièges | +/–           |  |  |  |
|                        | Parti uni des travailleurs (UWP)         | 46 164  | 54,76 | 7,8  | 11     | 5             |  |  |  |
|                        | Parti travailliste de Sainte-Lucie (SLP) | 37 172  | 44,09 | 6,9  | 6      | 5             |  |  |  |
|                        | Mouvement du peuple lucien (LPM)         | 155     | 0,18  | 0,01 | 0      | en stagnation |  |  |  |
|                        | Indépendants                             | 810     | 0,96  | 0,65 | 0      | en stagnation |  |  |  |
|                        |                                          |         |       |      |        |               |  |  |  |
| Suffrages exprimés     | Suffrages exprimés                       | 84 301  | 97,43 |      |        |               |  |  |  |
| Votes blancs et nuls   | Votes blancs et nuls                     | 2 223   | 2,57  |      |        |               |  |  |  |
| Total                  | Total                                    | 86 524  | 100   | –    | 17     | en stagnation |  |  |  |
| Abstention             | Abstention                               | 75 359  | 46,55 |      |        |               |  |  |  |
| Inscrits/Participation | Inscrits/Participation                   | 161 883 | 53,45 |      |        |               |  |  |  |

### Résultats par circonscription
| Circonscription          | Élu                  | Parti | Parti |
| ------------------------ | -------------------- | ----- | ----- |
| Anse-la-Raye et Canaries | Dominic Fedee        |       | UWP   |
| Babonneau                | Ezechiel Joseph      |       | UWP   |
| Castries Central         | Sarah Flood-Beaubrun |       | UWP   |
| Castries East            | Philip Pierre        |       | SLP   |
| Castries North           | Stephenson King      |       | UWP   |
| Castries South           | Ernest Hilaire       |       | SLP   |
| Castries South East      | Guy Joseph           |       | UWP   |
| Choiseul et Saltibus     | Bradley Felix        |       | UWP   |
| Dennery North            | Shawn Edward         |       | SLP   |
| Dennery South            | Edmund Estephane     |       | UWP   |
| Gros Islet               | Lenard Montoute      |       | UWP   |
| Laborie                  | Alva Baptiste        |       | SLP   |
| Micoud North             | Gale Rigobert        |       | UWP   |
| Micoud South             | Allen Chastanet      |       | UWP   |
| Soufrière                | Herod Stanislaus     |       | UWP   |
| Vieux Fort North         | Moses Jean Baptiste  |       | SLP   |
| Vieux Fort South         | Kenny Anthony        |       | SLP   |

## Conséquences
Après l'annonce des résultats, le premier ministre sortant Kenny Anthony annonce qu'il siégera dorénavant en tant que simple député et non en tant que chef de l'opposition. Il annonce également laisser son poste de président du Parti travailliste.
En tant que chef du parti majoritaire au Parlement, Allen Chastanet est nommé premier ministre par la gouverneure-générale, Dame Pearlette Louisy, le 7 juin.